# سیارک ۶۹۵۹۴
سیارک ۶۹۵۹۴ (به انگلیسی: 69594 Ulferika، نامگذاری:1998FF11) شصت و نه هزار و پانصد و نود و چهارمین سیارک کشف شده‌است که در ۲۴ مارس ۱۹۹۸ کشف شد.